# VM i landevejscykling 2029
VM i landevejscykling 2029 vil blive den 102. udgave af VM i landevejscykling og skal afholdes i Danmark. Enkeltstarterne vil foregå i Aarhus, mens linjeløbene vil have målstreg i København. Værtsnationen og byerne blev offentliggjort af UCI den 27. september 2024 i forbindelse med VM i landevejscykling 2024.

## Ansøgning om værtsskab
Den 31. januar 2024 meddelte Kulturministeriet at Danmark havde ansøgt om at blive vært for mesterskaberne. Hvis UCI valgte Danmark, blev det sjette gang at landet skal være vært for mesterskaberne. I følge det danske bud skulle Aarhus blive vært for enkeltstarterne, og linjeløbene bliver afholdt på Sjælland, hvor starterne skal foregå i Helsingør og Roskilde og målstregen bliver i København. VM i landevejscykling blev senest afholdt i Danmark i 2011. Den officielle budoverdragelsen fandt sted den 21. februar da UCI’s præsident David Lappartient, generaldirektør Amina Lanaya og kommunikationsdirektør Christophe Marchadier på Christiansborg mødtes med kulturminister Jakob Engel-Schmidt, erhvervsminister Morten Bødskov og vicestatsminister Troels Lund Poulsen.